# Coryphaenoides longifilis
Coryphaenoides longifilis är en fiskart som beskrevs av Günther, 1877. Coryphaenoides longifilis ingår i släktet Coryphaenoides och familjen skolästfiskar. Inga underarter finns listade i Catalogue of Life.